# 高端旅遊
高端旅遊，是指高端的旅游产品。高端旅遊包括休闲度假、商务旅游、特种旅游（比如登山、狩猎），以及高端的旅游观光。
高端旅游目前并无严格的定义。有观点认为，高端旅游应该是指提供高端服务的旅行产品，但部分旅行社对高端旅游产品的定价过高，仅仅能满足富人的虚荣心。